# 沃日河
沃日河，又称达维河，位于中国四川省阿坝藏族羌族自治州小金县境内，是小金川左岸支流，河长74千米（其中日隆到老营长47千米，平均比降17‰），流域面积1796平方千米。

## 干流概况
沃日河发源于小金县东部邛崃山系四姑娘山西麓，源头称长坪沟，南流至喇嘛寺转西南流，至长坪，左纳海子沟、松树口沟，以下始称“沃日河”。沃日河西流经小金县日隆镇、达维乡、日尔乡、沃日乡，至老营乡汇入小金川。

## 流域概况
沃日河流域地处川西北高原东缘的高山峡谷地区，坡陡流急，支流短小。地势东部高，西部低。流域内土壤类型有高原草甸土、棕壤、暗棕壤、棕色针叶林土，沿河岸分布有少量褐土。
流域内气候干燥，多年平均气温12℃，年降水量600～700毫米。年均径流量12.1亿立方米。